# Saint-Loubouer
Saint-Loubouer – miejscowość i gmina we Francji, w regionie Nowa Akwitania, w departamencie Landy.
Według danych na rok 1990 gminę zamieszkiwało 408 osób, a gęstość zaludnienia wynosiła 24 osób/km² (wśród 2290 gmin Akwitanii Saint-Loubouer plasuje się na 784. miejscu pod względem liczby ludności, natomiast pod względem powierzchni na miejscu 655.).